# Alessandro Antonelli
Pour les articles homonymes, voir Antonelli.
Alessandro Antonelli (né le 14 juillet 1798 à Ghemme, dans la province de Novare, Piémont, Italie - mort le 18 octobre 1888 à Turin) est un architecte italien du XIXe siècle.

## Biographie
Alessandro Antonelli étudie à l'Accademia di Brera et au Politecnico de Turin, puis se perfectionne à Rome de 1828 à 1831. De 1836 à 1857, il est professeur à l'Accademia Albertina.
Parmi ses réalisations les plus importantes on compte :
- la coupole de Basilique San Gaudenzio de Novare (1841),
- Le Dôme de Novare (1863-1869)
- l'hospice des Orphelins à Alexandrie (1855),
- le palais des Chambres à Turin (1860),
- la Mole Antonelliana (1863-1880).
- l'Église paroissiale de Borgolavezzaro
- Casa Scaccabarozzi , La Fetta di Polenta (Turin) (1840-1880)

En matière d'urbanisme, il conçoit plusieurs projets de transformation pour les villes de Turin (1831), Novare (1857) et Ferrare (1862).

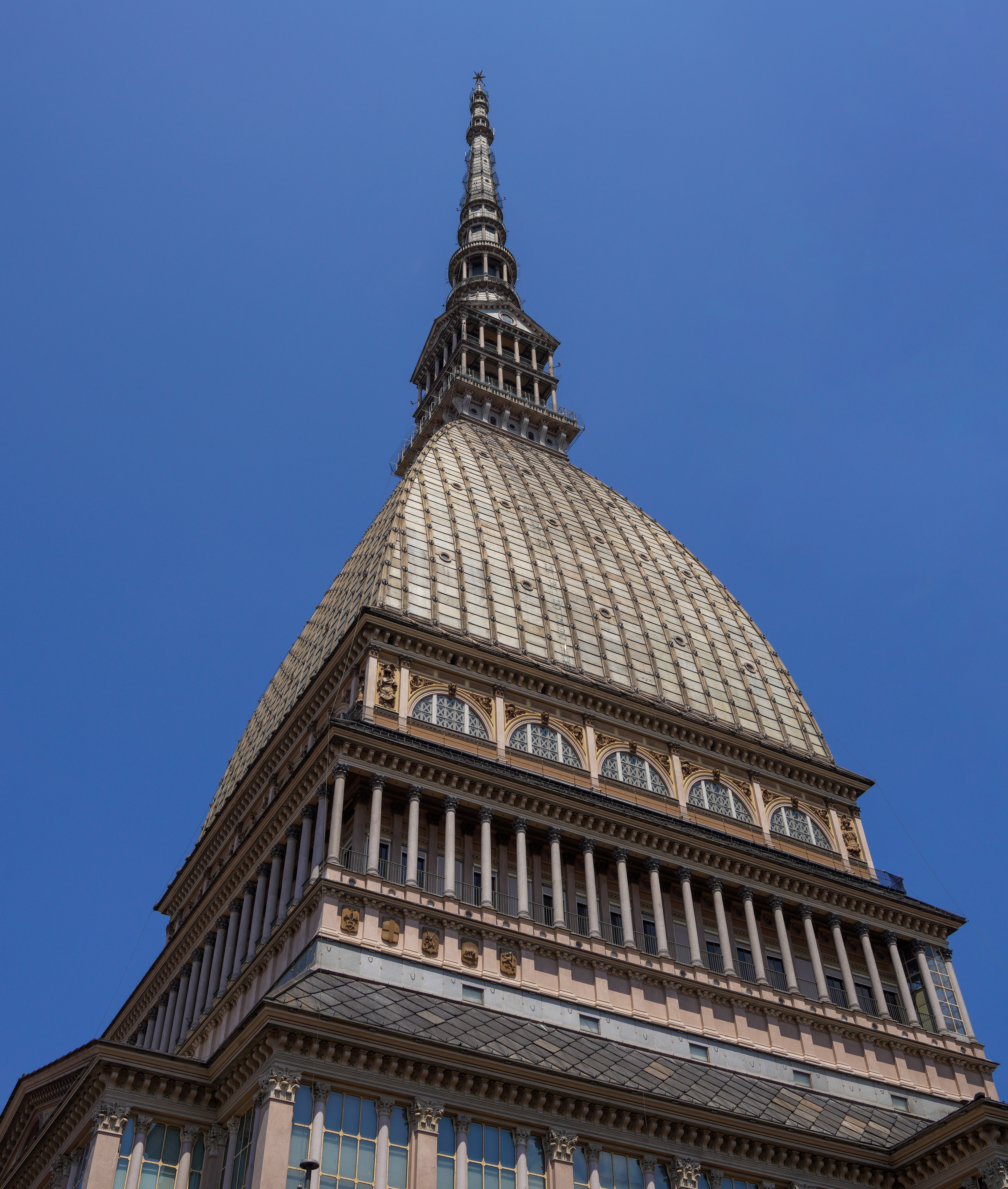
La Mole Antonelliana construite à Turin par Alessandro Antonelli, de 1863 à 1880
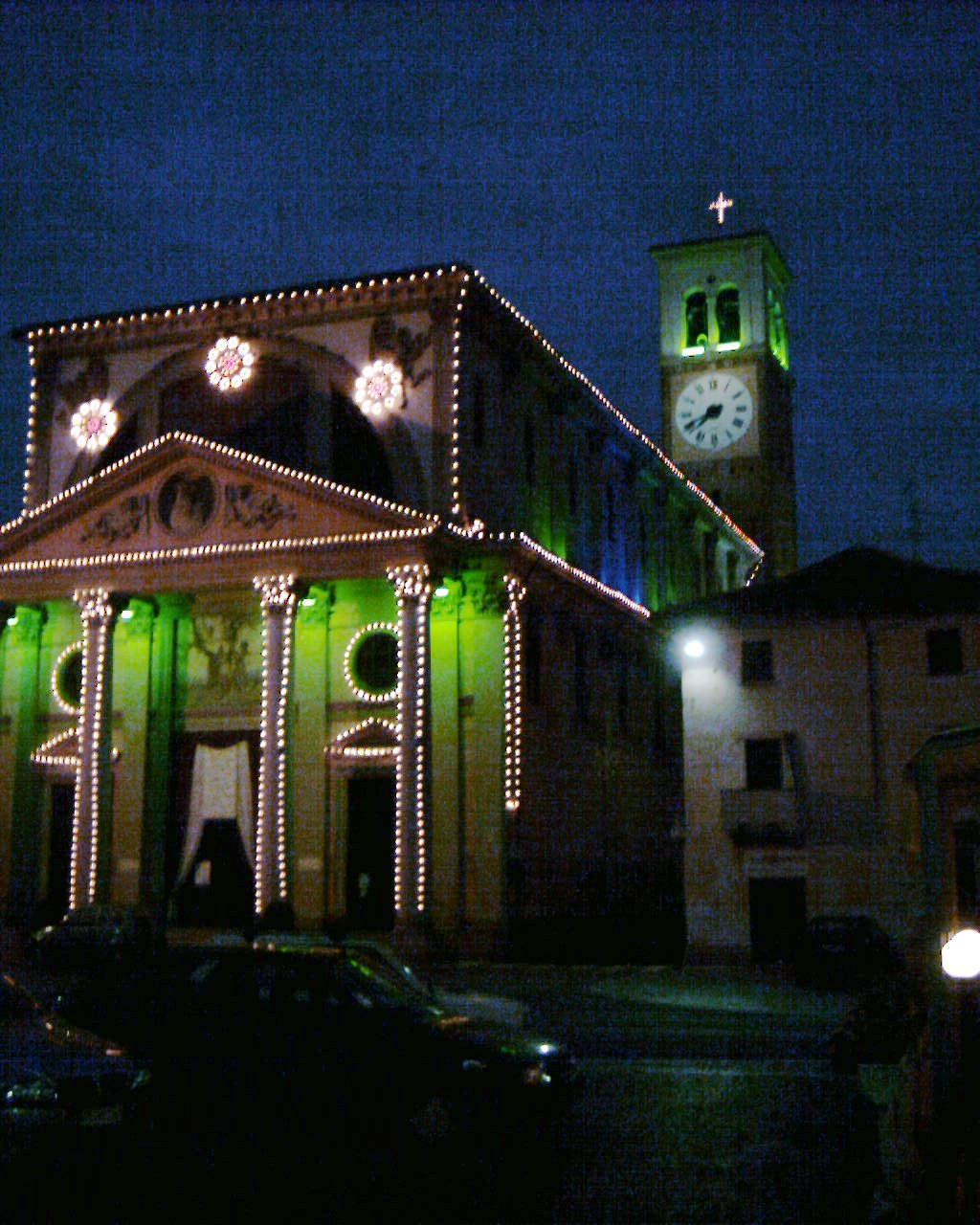
Église paroissiale de Borgolavezzaro
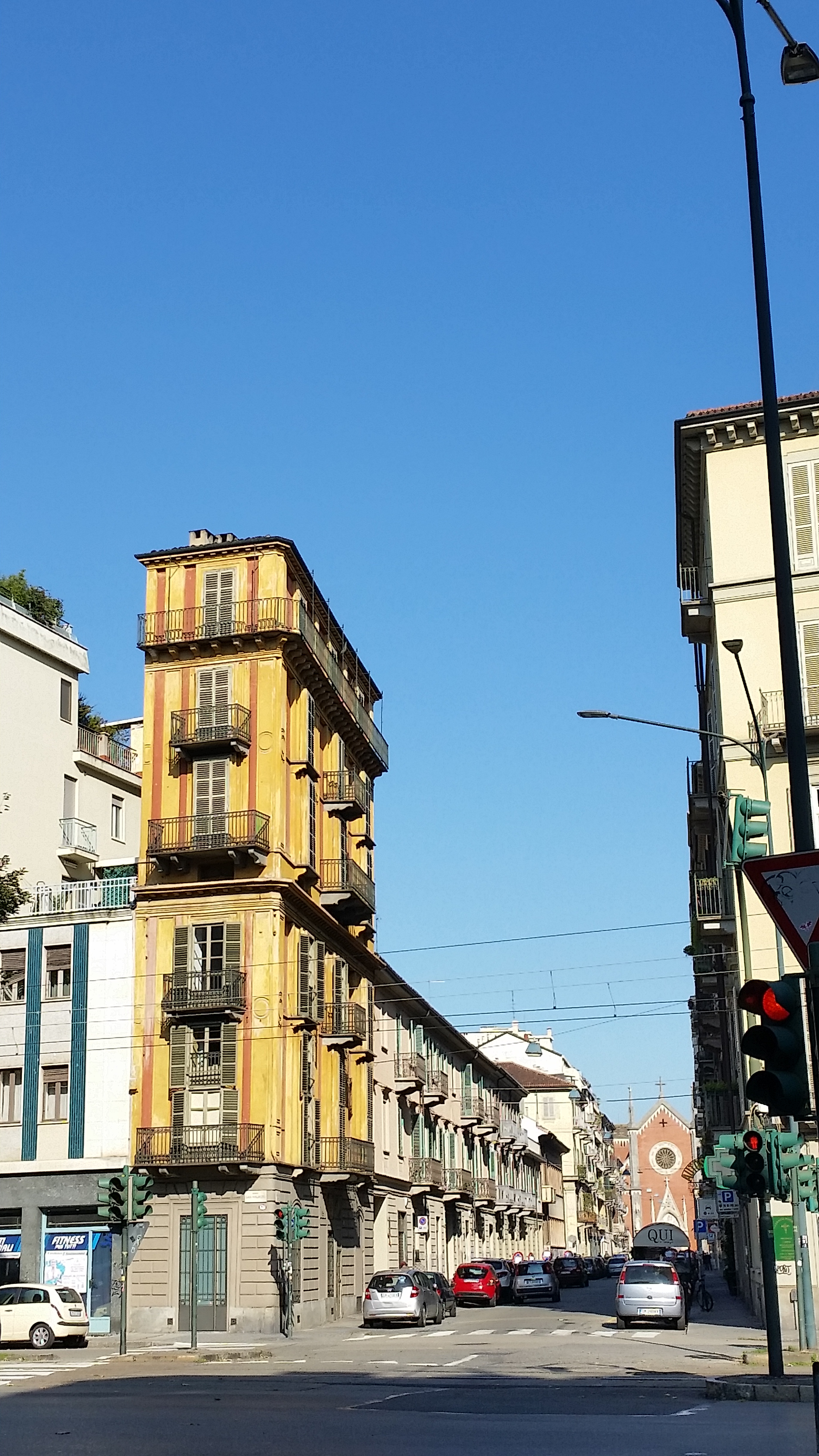
Fetta di Polenta, Turin

## Sources
- Encyclopédie de l'Art, la Pochothèque/Garzanti.